# Anjos da Noite (banda)
Anjos da Noite foi uma banda de Hard Rock brasileira que cantava em português, notória por ter entre os seus integrantes o guitarrista virtuoso brasileiro Edu Ardanuy. Foi um dos grupos mais badalados de hard rock do Brasil na década de 1980.
Em 1984, eles oram uma das atrações do festival "Festin Rock Brasil do Circo Voador".
De seu primeiro álbum, Anjos da Noite (BMG, 1990), as músicas, "Eu Quero É Mais..." e "Liberdade" foram bastante executadas nas rádios.

## Membros
| Formação de 1989 - Bavini - Vocais - Eduardo Ardanuy - Guitarras - Átila Ardanuy - Guitarras - Paulo Mádio - Baixo - Gerson Abbamonte - Bateria | Formação de 1997 - Bavini - Vocais e guitarra - Marcus Ardanuy - Baixo - Arnaldo Roggano - Bateria - Átila Ardanuy - Guitarras e vocais |

## Discografia
- 1990 - Anjos da Noite (BMG-Ariola)
- 1997 - Anjos da Noite (RGE)